# Темп бігу
Темп бігу — величина, обернена до середньої швидкості бігу. Характеризує швидкість переміщення спортсмена та чисельно дорівнює середньому часу проходження однієї одиниці відстані (зазвичай кілометру чи милі). Найчастіше використовується в бігу на довгі дистанції, лижних перегонах та спортивній ходьбі.

## Застосування
За фізичним змістом темп бігу є величиною, оберненою до швидкості. Для менших чисельних значень темпу зазвичай вживається вираз «вищий темп» або «швидший темп». На практиці темп вимірюється у хвилинах на кілометр (хв/км) або хвилинах-секундах на кілометр, в англомовній і перекладеній літературі поширена одиниця «хвилини на милю». Для перерахунку використовуються формули:
- T (хв/мил) = 1,6093 Т (хв/км) ≈ 8/5 Т (хв/км)
- T (хв/км) = 0,621 Т (хв/мил) ≈ 5/8 Т (хв/мил)

Темп бігу, зазвичай, є зручнішим, ніж швидкість, для практичного використання: він простіше обчислюється за поточними показниками проходження дистанції і дозволяє легко апроксимувати результат при збереженні поточного темпу (швидкості). Наприклад, якщо спортсмен пробіг перші 3 кілометри 10-кілометровій дистанції за 9 хв, то темп бігу становить 3 хв/км, і при збереженні поточного середнього темпу результат на дистанції становитиме 30 хв.
Залежно від дистанції та рівня підготовки спортсмена, різні типи активності орієнтовно характеризуються наступними показниками темпу:
- спортивний біг — 3-5 хв/км,
- спортивна ходьба — 4-7 хв/км,
- біг підтюпцем — 6-9 хв/км,
- біг на лижах — 3-8 хв/км,
- звичайна ходьба — 9-15 хв/км.

Під темпом ходьби також може матися на увазі кількість кроків в хвилину:
- T (кр/хв) = 100 000 / LT (хв/км), де L — середня довжина кроку в сантиметрах.

## Темп бігу та швидкість
Темп пов'язаний зі швидкістю співвідношенням:
- T (хв/км) = 60 / V (км/год) = 50 / 3V (м/с)

| Темп (хв/км) | Темп (хв/мил) | Швидкість (км/год) | Швидкість (м/c) |
| ------------ | ------------- | ------------------ | --------------- |
| 3            | 4,8           | 20                 | 5,6             |
| 4            | 6,4           | 15                 | 4,2             |
| 5            | 8,0           | 12                 | 3,3             |
| 6            | 9,7           | 10                 | 2,8             |
| 8            | 12,9          | 7,5                | 2,1             |
| 10           | 16,1          | 6                  | 1,7             |
| 12           | 19,3          | 5                  | 1,4             |
| 15           | 24,1          | 4                  | 1,1             |